# Karly Shorr
Pour les articles homonymes, voir Shor (homonymie).
Karly Piper Shorr, née le 18 mai 1994 à Truckee, est une snowboardeuse américaine spécialisée dans les épreuves de slopestyle.
Elle a terminé 6e en slopestyle aux Jeux olympiques d'hiver de 2014.